# Benny Ziffer
Benny Ziffer, בני ציפר (Tel Aviv, 1953), escritor, traductor francés-hebreo y periodista israelí hijo de inmigrantes turcos a Israel en 1949. Desde 1988, ha sido editor literario del periódico Haaretz. Sus novelas se ambientan en la vida gay del moderno Israel y en la cultura judeoturca.

## Libros publicados
- Marcha turca (1995)
- Ziffer y perecidos (1999)
- La Asunción del editor literario (2005).